# 張家口戰鬥
張家口戰鬥發生於1937年8月21日－26日，地點則是在中國察南孔家莊一帶。是抗日戰爭的平綏鐵路沿線作戰之一，交戰一方為守軍之國民革命軍，另一方則為日軍。中國軍隊領導者為一四三師劉汝明。26日，國民革命軍向察哈爾南部之洋河右岸撤退。

## 參戰部隊

### 中國軍隊作戰序列
第7集團軍總司令傅作義
- 騎兵第1軍趙承綬
  - 騎兵第1、2、7師
- 第143師
- 第101師
- 步兵十個團
- 砲兵兩個團

### 日本軍隊作戰序列
關東軍察哈尔派遣兵團參謀長東條英機
- 獨立第15混成旅團
- 步兵第16、30聯隊
- 騎兵第2聯隊
- 砲兵第2聯隊